# Achmed Čakajev
Achmed Osmanovič Čakajev (* 21. března 1987 Chasavjurt) je ruský zápasník–volnostylař čečenské národnosti.

## Sportovní kariéra
Připravuje se v Chasavjurtu pod vedením Tadžaddina Gusejnova. Sportovní kariéru začínal po boku jeho syna Zelimchana Gusejnova, který se na mezinárodní scéně prosadil v ázerbájdžánském reprezentačním týmu. On podobnou nabídku z jiné země nedostal a v ruské reprezentaci se prosadil teprve na prahu třiceti let v roce 2016. Startuje střídavě v neolympijské váze do 61 kg a v olympijské váze do 65 kg.

## Výsledky
| Turnaj             | 2016 | 2017 | 2018 | 2019 |
| Turnaj             | 29   | 30   | 31   | 32   |
| Turnaj             | -61  | -61  | -65  | -65  |
| ------------------ | ---- | ---- | ---- | ---- |
| Olympijské hry     | —    |      |      |      |
| Mistrovství světa  | 3.   | —    | 3.   | —    |
| Evropské hry       |      |      |      | 3.   |
| Mistrovství Evropy | —    | 2.   | —    | —    |